# Kaiser-Wilhelm-Straße (Hamburg)

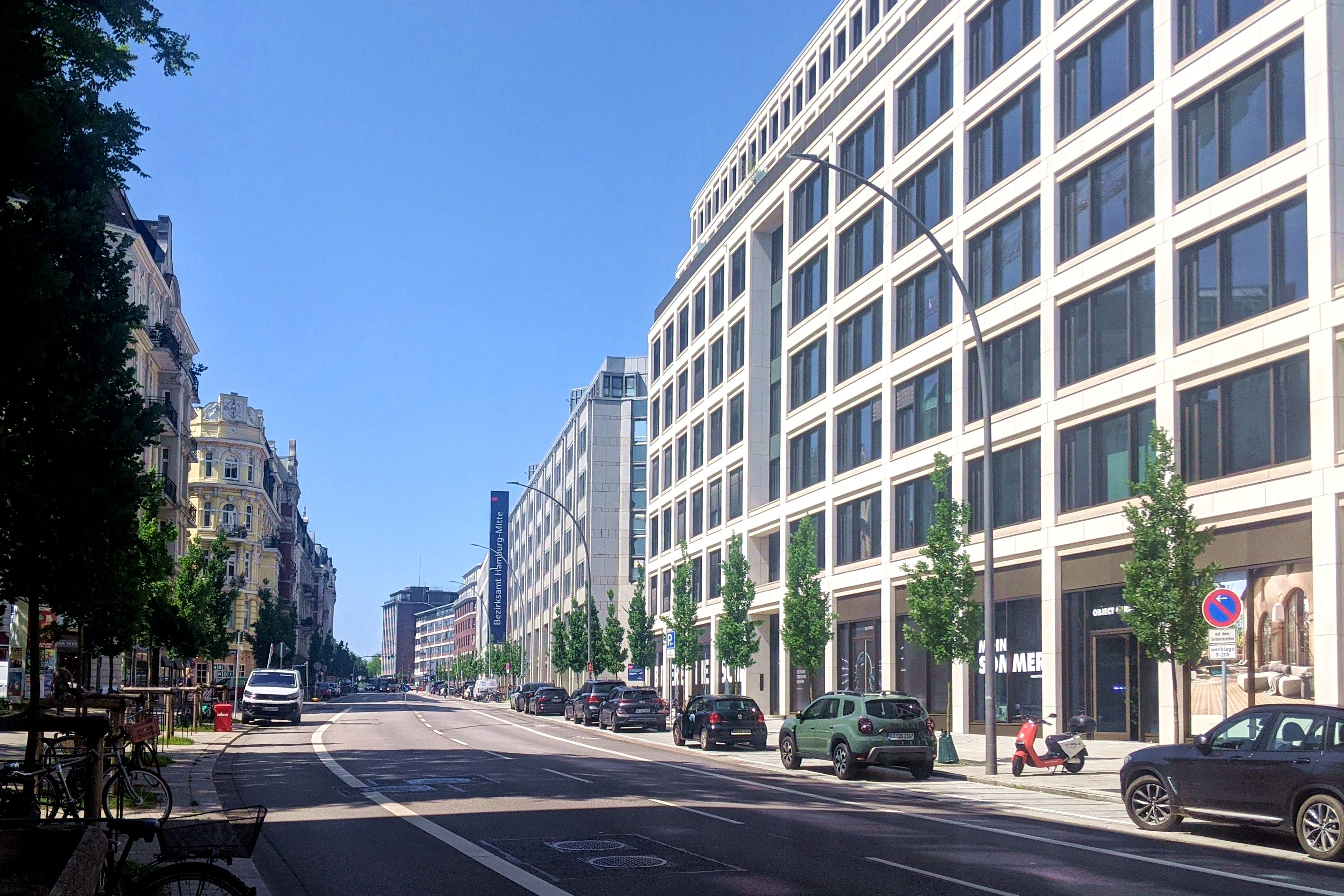
Kaiser-Wilhelm-Straße nach Umbau 2025, vorn rechts das Springer-Quartier, dahinter das Bezirksamt Hamburg-Mitte

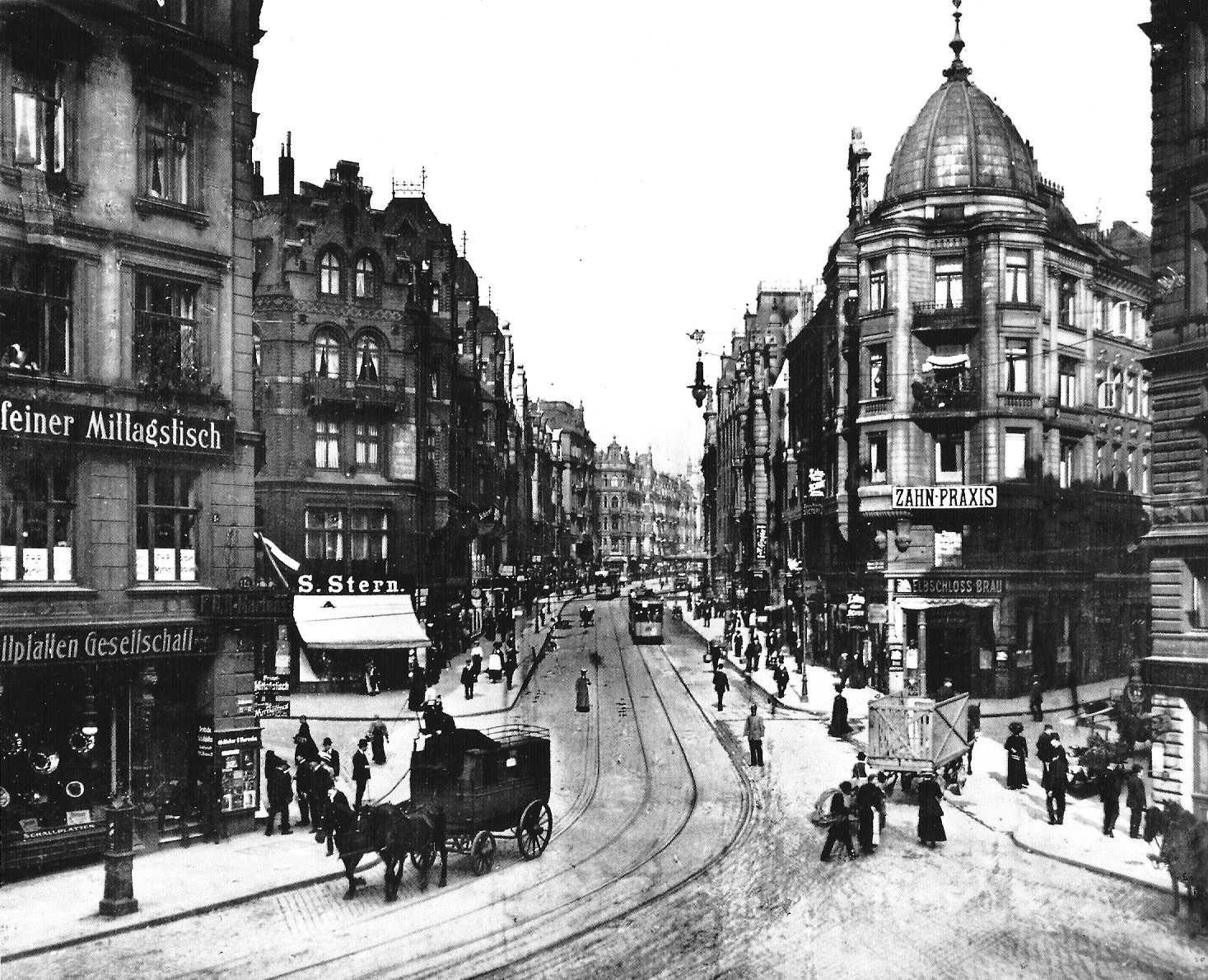
Kaiser-Wilhelm-Straße um 1906, Blick vom heutigen Axel-Springer-Platz Richtung Nordwesten. Von links einmündend die Wexstraße, halbrechts die Fuhlentwiete, ganz rechts Große Bleichen.

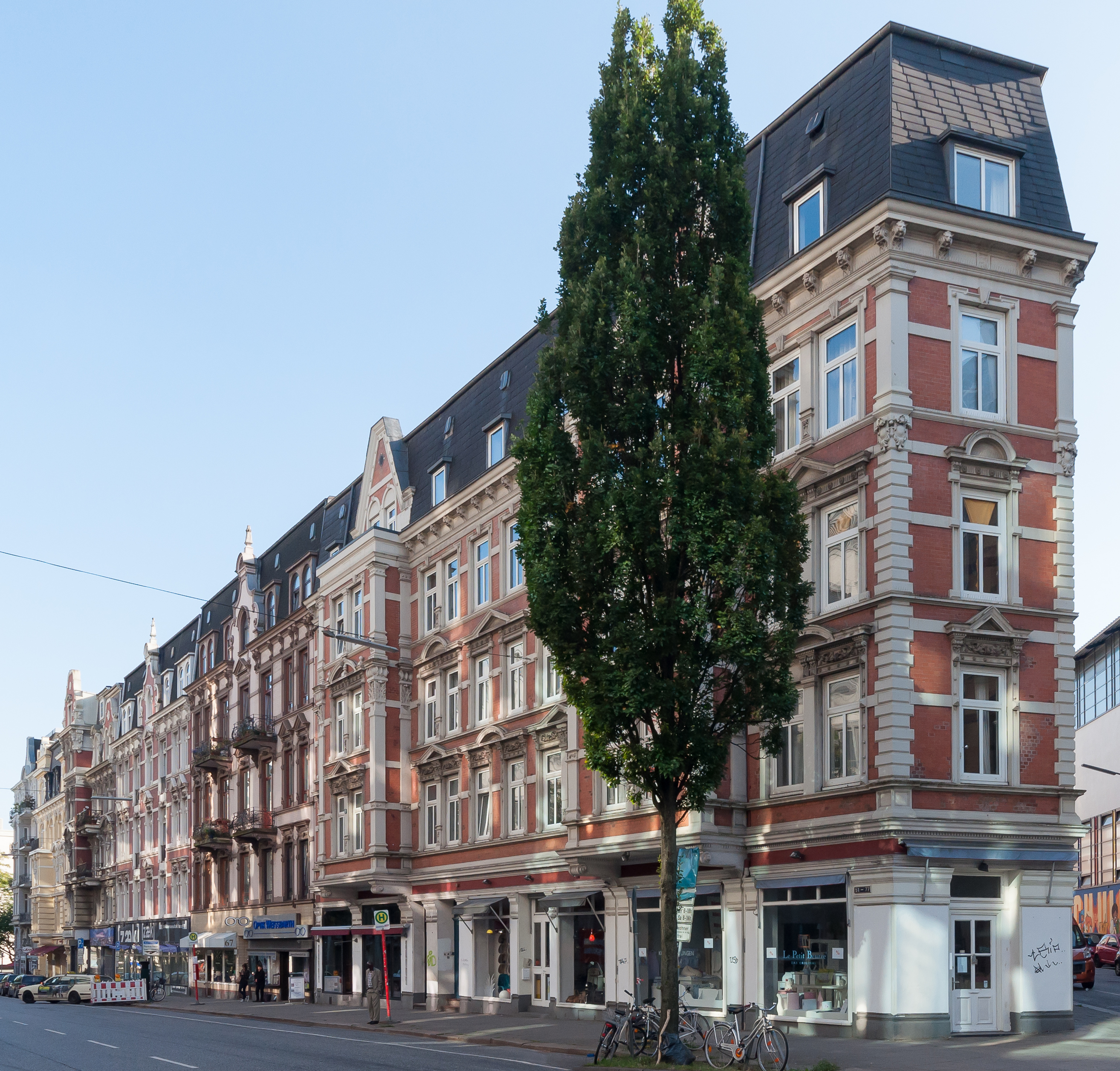
Südseitige Bebauung (Nr. 47–77)

Die Kaiser-Wilhelm-Straße ist eine 420 Meter lange Innerortsstraße in der Hamburger Neustadt. Sie verläuft vom Axel-Springer-Platz in nordwestlicher Richtung bis zum Johannes-Brahms-Platz. Nach rund 120 Metern münden von links der Kornträgergang und die Neustädter Straße, nach weiteren 160 Metern kreuzt die Straße Bäckerbreitergang. Die Kaiser-Wilhelm-Straße gehört zum Hauptverkehrsstraßennetz von Hamburg und trägt die amtliche Schlüsselnummer K020.
Die nach dem 1888 verstorbenen Kaiser Wilhelm I. benannte Straße wurde 1890–93 nach Plänen von Oberingenieur Franz Andreas Meyer als Durchbruchstraße durch die damaligen Gängeviertel der nördlichen Neustadt angelegt, um für den zunehmenden Großstadtverkehr eine zusätzliche Verbindung von der 1889 erbauten Stadthausbrücke über das frühere Holstentor nach St. Pauli und in die nordwestlichen Vororte Eimsbüttel und Eppendorf zu schaffen. Der Bau der Straße erfolgte im Zusammenhang mit der sogenannten „Wallregulierung“ und den damit verbundenen Straßenbauprojekten Gorch-Fock-Wall (ab 1879), Sievekingplatz (ab 1879 angelegt, seit 1912 so benannt) und Holstenwall (ab 1893).
Die Bebauung auf der Südwestseite stammt noch fast durchgängig aus der Zeit um 1900 und besteht aus 4- bis 6-geschossigen Wohn- und Geschäftshäusern mit repräsentativ gestalteten Fassaden. Die meisten dieser Gebäude stehen unter Denkmalschutz, darunter auch das Kontorhaus Holstenhof von Albert Lindhorst. Die Nordostseite der Straße besteht hingegen durchweg aus Bürobauten jüngeren Datums, darunter der in den 1990er Jahren erbaute frühere Gebäudekomplex des Axel-Springer-Verlages, in dem seit 2017 das Bezirksamt Hamburg-Mitte untergebracht ist.
Eine bautechnische Besonderheit der Kaiser-Wilhelm-Straße war ein ebenfalls noch aus den 1890er Jahren stammender begehbarer Leitungstunnel, der ursprünglich auf einer Länge von rund 450 Metern unter dem südwestlichen Gehweg direkt an den Kellerwänden der anliegenden Häuser entlang verlief. Er diente der Aufnahme sämtlicher Ver- und Entsorgungsleitungen sowie Hausanschlüsse, die durch den Tunnel jederzeit ohne offene Baugrube gewartet und bei Bedarf repariert oder erneuert werden konnten. Der Tunnel wurde trotz bestehendem Denkmalschutz ab 2021 bis auf einen symbolischen 25-Meter-Rest sukzessive rückgebaut und verfüllt.